# 豪斯迪爾門
豪斯迪爾門（Hausdülmen）是德國迪爾門境內的一個地方，當地於1975年劃歸迪爾門管轄。境內有人口2000多人。

## 歷史
1930年4月1日，豪斯迪爾門劃歸迪爾門堂區。1975年1月1日，迪爾門堂區併入迪爾門，豪斯迪爾門也因此成為迪爾門境內的一個地方。